# Râul Groșerea
Râul Groșerea este un curs de apă, afluent al râului Gilort.